# United Renaissance Party
Die United Renaissance Party (URP) ist eine politische Partei in Ghana. Sie wurde von der Wahlkommission im Jahr 2006 zugelassen.
Charles Kofi Wayo ist Gründer und Vorsitzender der URP. Er ist ein ehemaliger Freund von Präsident John Agyekum Kufuor. Wayo war bei den Wahlen 2000 noch Mitglied der New Patriotic Party und errang einen Parlamentssitz. Bei den Parlamentswahlen 2008 will Wayo mit der URP antreten.
Das Motto der Partei lautet "Gnade für die Armen" ("Mercy for the poor"), die Parteifarben sind Orange, Grün, Gelb und Pink.